# Temple de Mārtanda
Pour les articles homonymes, voir Temple de Sûrya.
Le temple de Mârtanda, temple de Sûrya (signifiant temple du soleil) ou encore temple du soleil de Mârtanda (sanskrit : मार्तंड सूर्य मन्दिर ; romanisation IAST : Mārtaṇḍa sūrya mandira), est un mandir dédié à la divinité hindoue du soleil, Mârtanda (en), fondé sous l'Empire Karkota (en), par Durlabhvardhana durant la vie de Harshavardhana. Il est situé entre le Nord de Kehribal et le Sud de Martand, à moins de 10 kilomètres à l'Est d'Anantnag, chef lieu du district d'Anantnag, dans l'État de Jammu-et-Cachemire, au Nord de l'Inde.
Ses sculptures sont de style gréco-bouddhique.

## Galerie

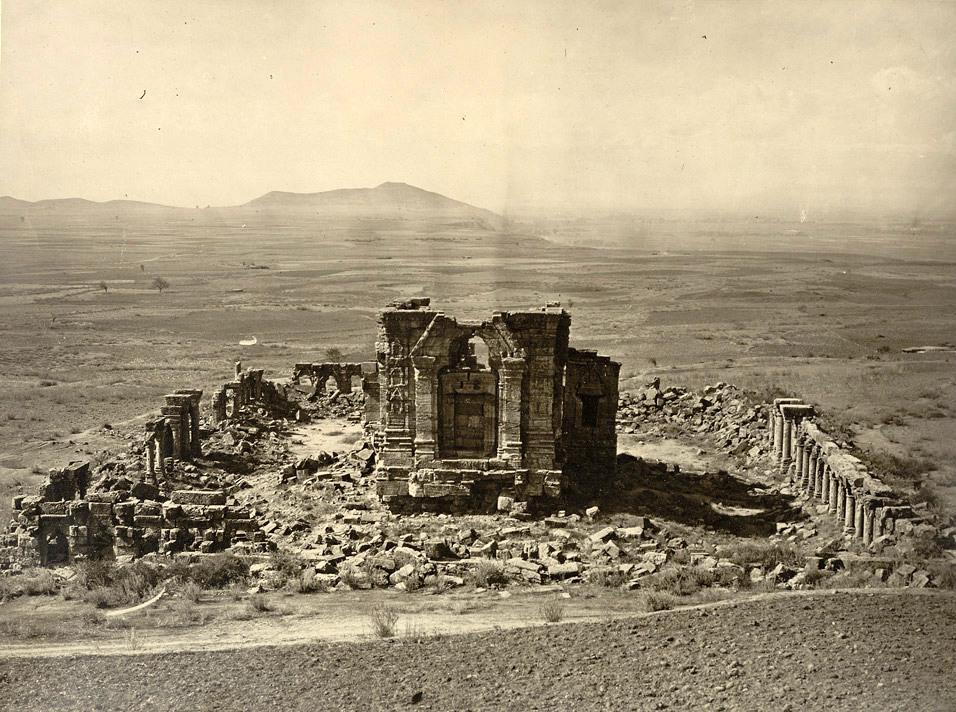
photographie du temple en 1868
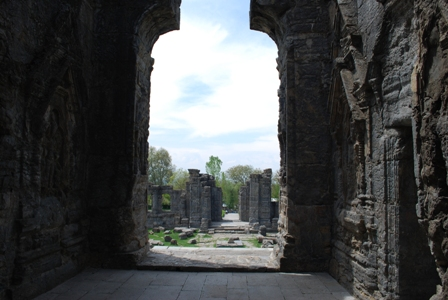
Porte de Martand
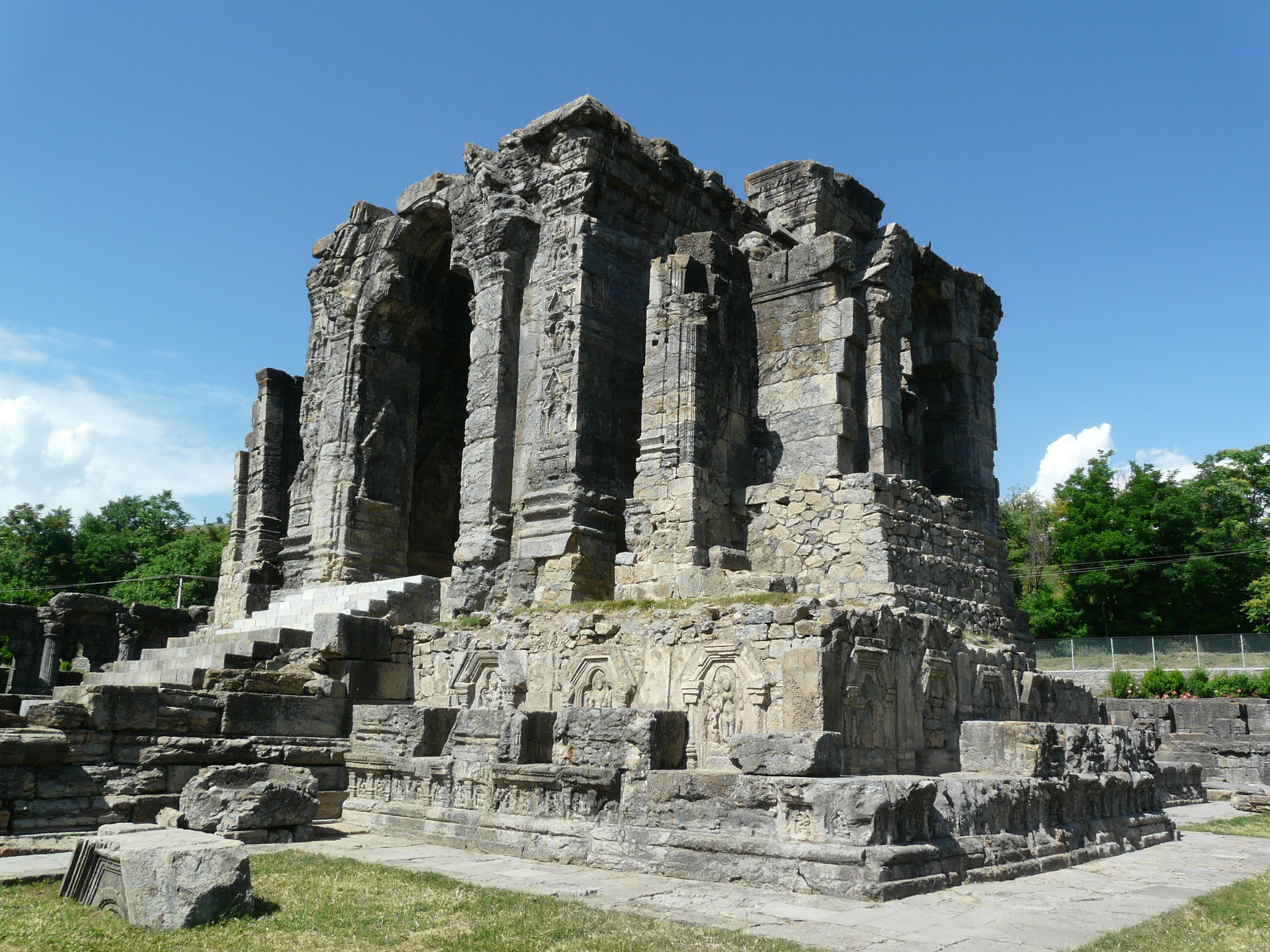
Sanctuaire central
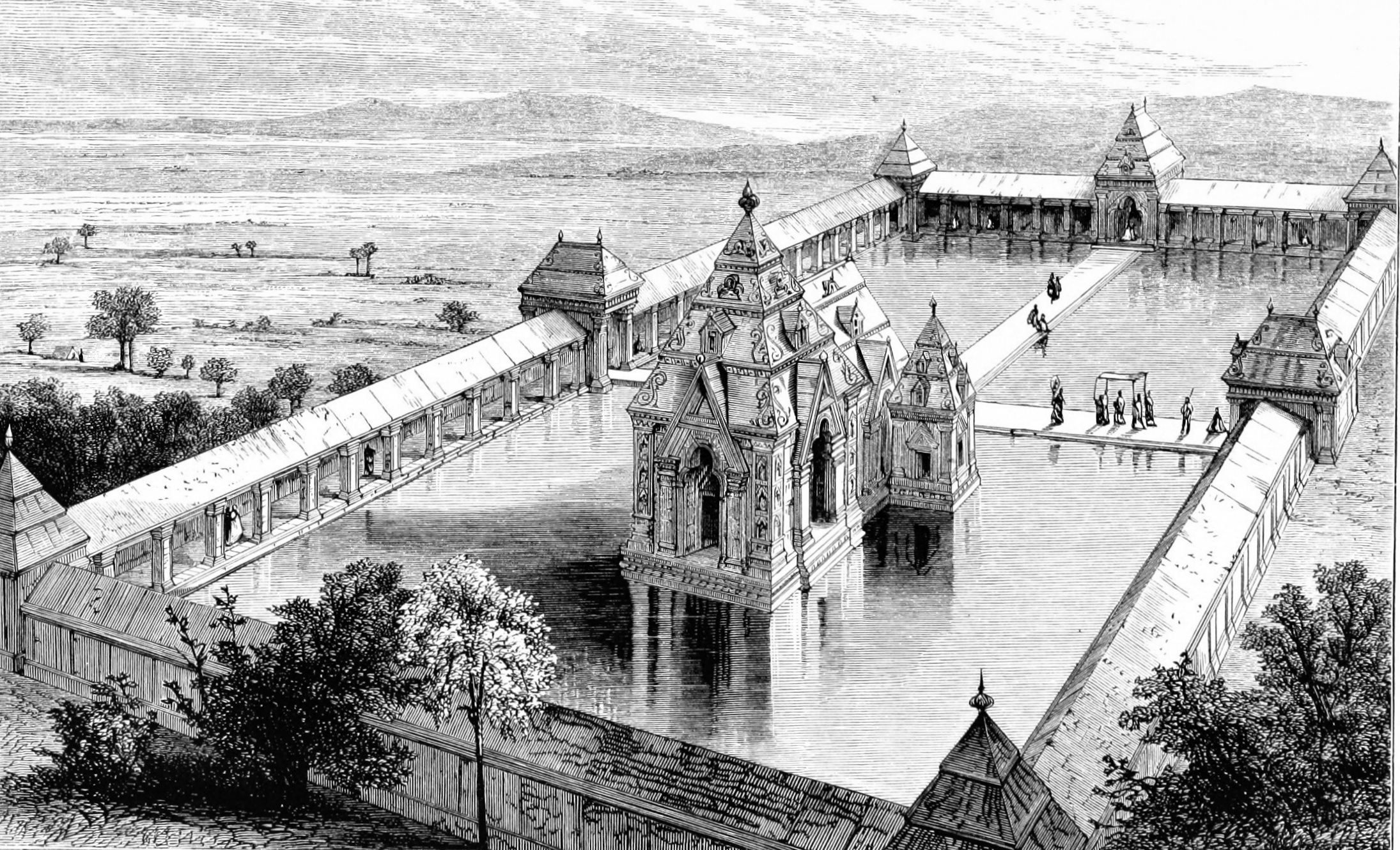
Dessin de 1870 tentant une reconstitution

Vue panoramique du temple